# (2792) Ponomarev
(2792) Ponomarev es un asteroide perteneciente al cinturón de asteroides descubierto el 13 de marzo de 1977 por Nikolái Stepánovich Chernyj desde el Observatorio Astrofísico de Crimea, en Naúchni.

## Designación y nombre
Ponomarev se designó al principio como 1977 EY1.
Más tarde, en 1986, fue nombrado en honor del ingeniero ruso Nikolái Ponomarev (1900-1942).

## Características orbitales
Ponomarev orbita a una distancia media del Sol de 2,277 ua, pudiendo acercarse hasta 1,984 ua y alejarse hasta 2,569 ua. Su excentricidad es 0,1285 y la inclinación orbital 9,372 grados. Emplea en completar una órbita alrededor del Sol 1255 días.

## Características físicas
La magnitud absoluta de Ponomarev es 13,1